# 대한민국 여자 U-20 축구 국가대표팀
대한민국 U-20 여자 축구 국가대표팀은 대한민국을 대표하는 20세 이하 여자 축구 국가대표팀이다.

## 국제 대회 경력

### FIFA U-20 여자 월드컵
U-20 여자 월드컵 본선에는 6번 출전하여 이 중 지소연이 맹활약했던 2010년 대회에서 3위에 입상하며 2002년 FIFA 월드컵에서 남자 성인대표팀이 4강에 오른 이후 8년만에 FIFA 주관 대회 4강 진출에 성공했다.

### AFC U-20 여자 아시안컵
AFC U-20 여자 아시안컵 본선에는 10번 모두 출전하여 이 가운데 2004년과 2013년 대회에서 우승컵을 들어올렸고 2009년 대회에서 준우승을 차지하는 등 7번의 대회에서 4강 이상의 성적을 거두었다.

## 역대 주요 성적

### FIFA U-20 월드컵 성적
| 연도   | 결과      | 경기      | 승        | 무        | 패        | 득점      | 실점      |
| ------ | --------- | --------- | --------- | --------- | --------- | --------- | --------- |
| 2002년 | 진출 실패 | 진출 실패 | 진출 실패 | 진출 실패 | 진출 실패 | 진출 실패 | 진출 실패 |
| 2004년 | 조별 리그 | 3         | 1         | 0         | 2         | 3         | 5         |
| 2006년 | 진출 실패 | 진출 실패 | 진출 실패 | 진출 실패 | 진출 실패 | 진출 실패 | 진출 실패 |
| 2008년 | 진출 실패 | 진출 실패 | 진출 실패 | 진출 실패 | 진출 실패 | 진출 실패 | 진출 실패 |
| 2010년 | 3위       | 6         | 4         | 0         | 2         | 13        | 11        |
| 2012년 | 8강       | 4         | 2         | 0         | 2         | 5         | 5         |
| 2014년 | 8강       | 4         | 1         | 1         | 2         | 7         | 8         |
| 2016년 | 조별 리그 | 3         | 1         | 0         | 2         | 3         | 4         |
| 2018년 | 진출 실패 | 진출 실패 | 진출 실패 | 진출 실패 | 진출 실패 | 진출 실패 | 진출 실패 |
| 2022년 | 조별 리그 | 3         | 1         | 0         | 2         | 2         | 2         |
| 2024년 | 본선 진출 | 본선 진출 | 본선 진출 | 본선 진출 | 본선 진출 | 본선 진출 | 본선 진출 |
| 합계   | 7/11      | 23        | 10        | 0         | 11        | 33        | 35        |

### AFC U-20 아시안컵 성적
| 연도   | 결과      | 경기 | 승 | 무 | 패 | 득점 | 실점 |
| ------ | --------- | ---- | -- | -- | -- | ---- | ---- |
| 2002년 | 조별 예선 | 3    | 2  | 0  | 1  | 17   | 7    |
| 2004년 | 우승      | 6    | 6  | 0  | 0  | 29   | 2    |
| 2006년 | 조별 예선 | 3    | 1  | 0  | 2  | 13   | 4    |
| 2007년 | 4위       | 5    | 2  | 2  | 1  | 10   | 3    |
| 2009년 | 준우승    | 5    | 3  | 0  | 2  | 10   | 5    |
| 2011년 | 4위       | 5    | 2  | 1  | 2  | 11   | 9    |
| 2013년 | 우승      | 5    | 4  | 1  | 0  | 15   | 4    |
| 2015년 | 3위       | 5    | 3  | 0  | 2  | 20   | 1    |
| 2017년 | 조별 예선 | 3    | 1  | 0  | 2  | 5    | 4    |
| 2019년 | 3위       | 5    | 3  | 0  | 2  | 13   | 7    |
| 2024년 | 4위       |      |    |    |    |      |      |
| 합계   | 11/11     | 45   | 27 | 4  | 14 | 148  | 50   |

## 선수단

### U-20 월드컵 본선 명단 (2022년 7월 14일 기준)[1]
| NO. | 포지션 | 이름   | 소속            | 생년월일   |
| --- | ------ | ------ | --------------- | ---------- |
| 18  | GK     | 김경희 | 창녕WFC         | 2003.03.17 |
| 1   | GK     | 도윤지 | 충남 단국대     | 2002.03.10 |
| 21  | GK     | 우서빈 | 경북 포항여전고 | 2004.04.13 |
| 4   | DF     | 김민지 | 대전 대덕대     | 2003.08.21 |
| 8   | DF     | 김은주 | 울산 울산과학대 | 2002.03.19 |
| 20  | DF     | 문하연 | 강원도립대      | 2002.05.27 |
| 2   | DF     | 빈현진 | 경북 위덕대     | 2002.01.12 |
| 6   | DF     | 이다연 | 대전 대덕대     | 2002.02.08 |
| 5   | DF     | 이수인 | 세종 고려대     | 2002.04.30 |
| 3   | DF     | 이정연 | 경북 위덕대     | 2002.05.09 |
| 16  | DF     | 한다인 | 세종 고려대     | 2002.02.09 |
| 7   | MF     | 김명진 | 세종 고려대     | 2002.12.20 |
| 14  | MF     | 배예빈 | 경북 포항여전고 | 2004.12.07 |
| 15  | MF     | 서현민 | 세종 고려대     | 2002.05.20 |
| 19  | MF     | 원채은 | 울산 현대고     | 2005.06.16 |
| 12  | MF     | 이세란 | 세종 고려대     | 2002.04.13 |
| 11  | MF     | 이은영 | 세종 고려대     | 2002.03.31 |
| 17  | MF     | 전유경 | 경북 포항여전고 | 2004.01.20 |
| 10  | MF     | 천가람 | 울산 울산과학대 | 2002.10.19 |
| 13  | FW     | 고다영 | 대전 대덕대     | 2002.07.24 |
| 9   | FW     | 고유나 | 울산 울산과학대 | 2002.11.16 |

## 코칭스태프
2022년 7월 14일 기준
| 직위        | 이름   | 기간 |
| ----------- | ------ | ---- |
| 감독        | 황인선 |      |
| 코치        | 고현복 |      |
| 코치        | 박윤정 |      |
| GK 코치     | 조민혁 |      |
| 피지컬 코치 | 황보수 |      |

## 역대 감독
- 1대 : 진장상곤 (2002년 1월 ~ 4월)
- 2대 : 백종철 (2004년 2월 ~ 11월, 2006년 1월 ~ 4월)
- 3대 : 이영기 (2006년 9월 ~ 2007년 10월)
- 4대 : 최인철 (2008년 8월 ~ 2010년 8월)
- 5대 : 최덕주 (2011년 1월 ~ 10월)
- 6대 : 정성천 (2012년 3월 ~ 2017년 10월)
- 7대 : 허정재 (2018년 1월 ~ 2020년)
- 8대 : 황인선 (2021년 11월 ~ 현재)

## 같이 보기
- 대한민국 여자 축구 국가대표팀
- 대한민국 여자 U-17 축구 국가대표팀
- 대한민국 축구 국가대표팀
- 대한민국 축구 국가대표 B팀
- 대한민국 U-23 축구 국가대표팀
- 대한민국 U-20 축구 국가대표팀
- 대한민국 U-17 축구 국가대표팀
- 대한민국 U-14 축구 국가대표팀